# Harald Garcke
Harald Garcke  (* 5. Juni 1963 in Bremerhaven) ist ein deutscher Mathematiker und Professor an der Universität Regensburg.

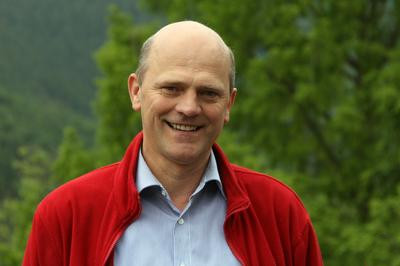
Harald Garcke in Oberwolfach 2015 (Copyright: MFO, unter Creative Commons License)

## Leben
Harald Garcke wuchs in Lübberstedt (Kreis Osterholz) auf, studierte ab 1982 Mathematik und Informatik an der Universität Bonn und schloss 1993 bei Hans Wilhelm Alt seine Promotion ab (Travelling-Wave-Lösungen als Realisierung von Phasenübergängen bei Gedächtnismetallen). 1993/94 war er Post-Doktorand bei  Charles M. Elliott an der University of Sussex und ab 1994 Assistent in Bonn, wo er sich 2000 habilitierte (mit der Habilitationsschrift On mathematical models for phase separation in elastically stressed solids). Im Jahr 2001 erhielt er Angebote für C4-Professuren an den Universitäten Regensburg und Duisburg. Seit 2002 ist er C4-Professor an der Universität Regensburg. Dort war er von 2005 bis 2007 auch Dekan der Fakultät für Mathematik.

## Werk
Harald Garcke beschäftigt sich mit nichtlinearen partiellen Differentialgleichungen, Problemen mit freiem Rand, Phasenfeldgleichungen, Numerischer Analysis und geometrischen Evolutionsgleichungen. Zusammen mit Christof Eck und Peter Knabner verfasste er ein Lehrbuch zur Mathematischen Modellierung.
Zu seinen wichtigsten Arbeiten gehören  Beiträge zur Cahn-Hilliard Gleichung, zur Dünnfilmgleichung und in Zusammenarbeit mit Britta Nestler zu Phasenfeldgleichungen. In den Medien sorgten seine Arbeiten mit J. W. Barrett und  R. Nürnberg zur Mathematik von Schneekristallen für Aufmerksamkeit.
Weiter Publikationen von Harald Garcke findet man auch unter Google Scholar oder der Deutschen Nationalbibliothek.

## Schriften
- mit Christof Eck, Peter Knabner: Mathematische Modellierung. Springer, Berlin u. a. 2008, ISBN 978-3-540-74967-7 (2., überarbeitete Auflage. ebenda 2011, ISBN 978-3-642-18423-9).